# ジェームズ・ストップフォード (第3代コータウン伯爵)
第3代コータウン伯爵ジェームズ・ストップフォード（英語: James Stopford, 3rd Earl of Courtown KP PC、1765年8月15日 – 1835年6月15日）は、アイルランド王国出身の貴族、政治家。トーリー党に所属し、王室会計長官（1793年 – 1806年、1807年 – 1812年）、恩給紳士隊隊長（1812年 – 1827年）、国王親衛隊隊長（1835年）を歴任した。

## 生涯
第2代コータウン伯爵ジェームズ・ストップフォードとメアリー・ポウィス（1810年1月3日没、リチャード・ポウィスの娘）の息子として、1765年8月15日にミドルセックスのバークリー・ストリート（Berkeley Street）で生まれ、セント・ジョージ・ハノーヴァー・スクエア教会で洗礼を受けた。
1779年から1781年までイートン・カレッジで教育を受けた後、1781年にエンサインとして近衛歩兵第2連隊に入隊、1788年に大尉に昇進したのち、1791年に軍務から引退した。1790年イギリス総選挙で母の親族にあたる初代アイルズベリー伯爵トマス・ブルーデネル＝ブルースの手配によりグレート・ベッドウィン選挙区で庶民院議員に当選、議会で父と同じく第1次小ピット内閣を支持、1791年にスコットランドにおける審査法廃止に反対した。1793年に父の後任として王室会計長官に就任、同年6月21日に枢密顧問官に任命された。その後、1796年イギリス総選挙でラナーク・バラ選挙区に鞍替えして再選、1802年イギリス総選挙でダンブリーズ・バラ選挙区に鞍替えして再選、第2次小ピット内閣（1804年 – 1806年）を支持したが、次の挙国人材内閣（1806年 – 1807年、グレンヴィル男爵内閣）で王室会計長官を解任されたため野党に回り、同年の総選挙でグレート・ベッドウィン選挙区に鞍替えして再選した。翌年に第2次ポートランド公爵内閣（1807年 – 1809年）が成立すると王室会計長官に復帰、それに伴う出直し選挙ではマールバラ選挙区から出馬して当選した。
1810年3月30日に父が死去すると、コータウン伯爵位とソルターズフォード男爵位を継承して、貴族院に移籍した。その後、1812年4月に恩給紳士隊隊長に転じ、1827年まで務めた。1813年から1831年までウェックスフォード県総督を務めた。1821年8月20日、聖パトリック勲章を授与された。
1835年1月から4月まで国王親衛隊隊長を務めたのち、同年6月15日にウィンザー城にある、セント・ジョージ礼拝堂参事会員である弟リチャード・ブルースの住居で死去した。息子ジェームズ・トマスが爵位を継承した。

## 家族
1791年1月29日、メアリー・スコット（1769年 – 1823年4月21日、第3代バクルー公爵ヘンリー・スコットの娘）と結婚、7男5女をもうけた。
- ジョージ・ヘンリー・ジェームズ（1792年） - 生後6か月で夭折[1]
- チャールズ - 夭折[1]
- ジェームズ・トマス（英語版）（1794年3月27日 – 1858年11月20日） - 第4代コータウン伯爵[5]
- エドワード（1795年6月11日 – 1840年7月5日） - 1830年7月5日、ホレイシア・シャーロット・ロックウッド（Horatia Charlotte Lockwood、1838年2月9日没、トマス・ロックウッドの娘）と結婚、子供あり[5]
- ヘンリー・スコット（1797年10月21日 – 1881年10月28日） - 聖職者。1826年5月10日、アネット・ブラウン（Annette Browne、1842年3月27日没、ウィリアム・ブラウンの娘）と結婚、子供なし[5]
- モンタギュー（英語版）（1798年11月11日 – 1864年11月10日） - 海軍軍人。1827年8月25日、コーデリア・ウィニフレダ・ウィットモア（Cordelia Winifreda Whitmore、1851年9月4日没、サー・ジョージ・ウィットモア（英語版）の娘）と結婚、子供あり。1853年9月29日、ルーシー・ケイ（Lucy Cay、1883年12月3日没、ジョン・ケイの娘）と再婚、子供あり[5]
- メアリー・フランシス（1839年没[5]）
- ロバート（1802年11月23日 – 1828年9月[5]）
- エリザベス・アンナ（1804年ごろ – 1832年[4]）
- ジェーン（1873年12月28日没） - 1833年4月11日、アベル・ジョン・ラム（Abel John Ram、1883年8月28日没）と結婚、子供あり[5]
- シャーロット（1807年ごろ[4] – 1830年） - 生涯未婚[5]
- キャロライン - 夭折[4]